# موراتا

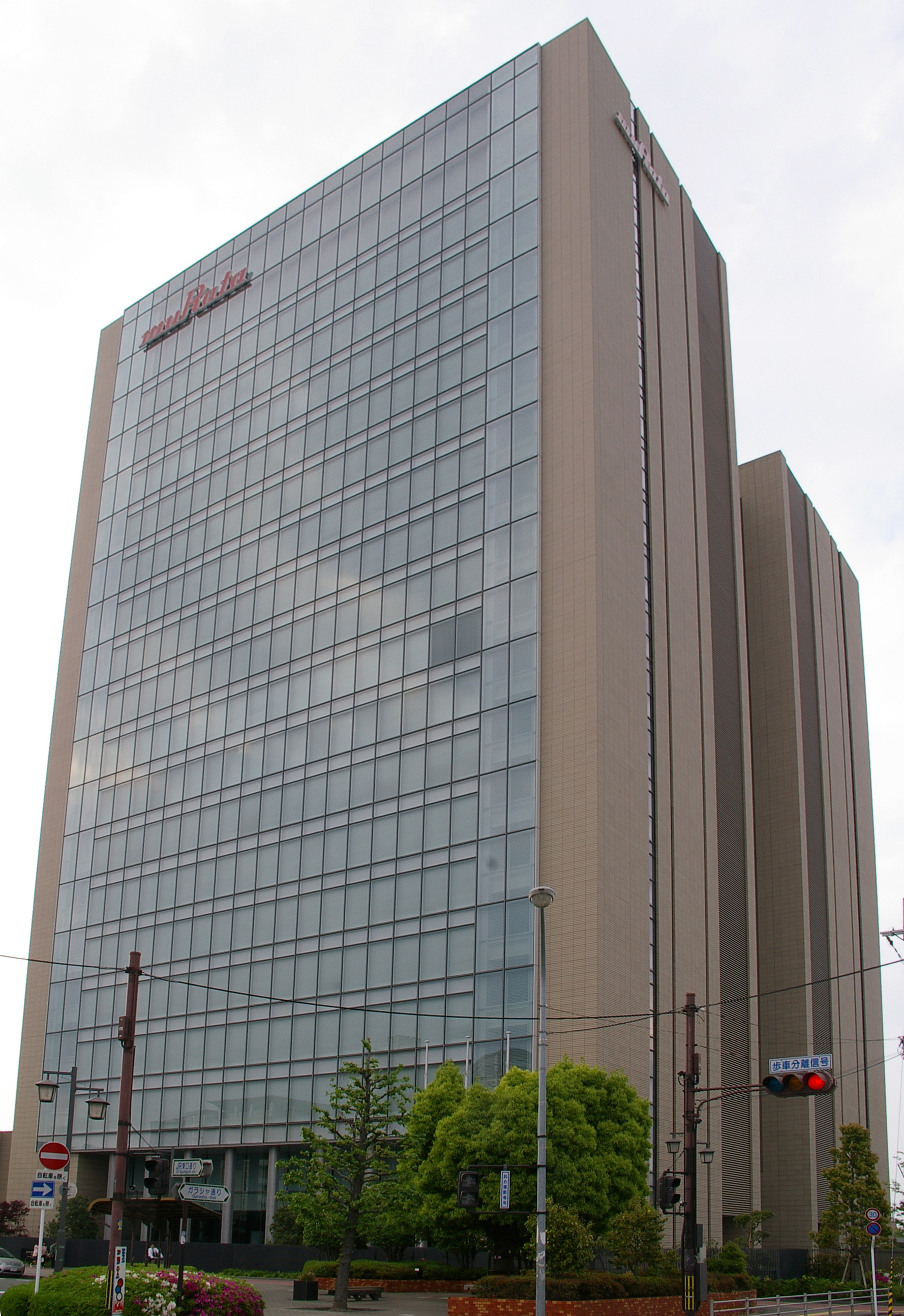
ساختمان دفتر مرکزی موراتا در ناگائوکاکیو، کیوتو

موراتا (به ژاپنی: 株式会社村田製作所) شرکت قطعات الکترونیکی ژاپنی است، که در زمینه تولید فیلترهای الکترونیکی، دستگاه‌های بلوتوث، منبع تغذیه، القاگر، خازن و تجهیزات وایرلس فعالیت می‌کند.
شرکت موراتا در سال ۱۹۵۰ توسط آکیرا موراتا تأسیس شد و در حال حاضر دارای عملیات در ۳۱ کشور جهان می‌باشد.
دفتر مرکزی این شرکت در منطقه شهر ناگائوکاکیو، کیوتو قرار دارد و بخشی از سهام آن در بازارهای بورس توکیو، بورس اوساکا و بورس سنگاپور معامله می‌شود.‌